# アップランド (カリフォルニア州)
アップランド（Upland）は、アメリカ合衆国カリフォルニア州のサンバーナーディーノ郡にある都市。人口は7万9040人（2020年）。ロサンゼルス大都市圏の郊外都市である。南はオンタリオでオンタリオ国際空港にも近い。北はサンガブリエル山脈の最も高い峰が集まる辺りであり、3,000メートル級の山々を間近に望むことができる。

## 歴史
スペイン領時代には街道「オールド・スパニッシュ・トレイル」の宿場があった所である。街道は後に「ルート66」に名を変えた。長年、オレンジやレモンなどの柑橘類の栽培が町の主力産業だった。

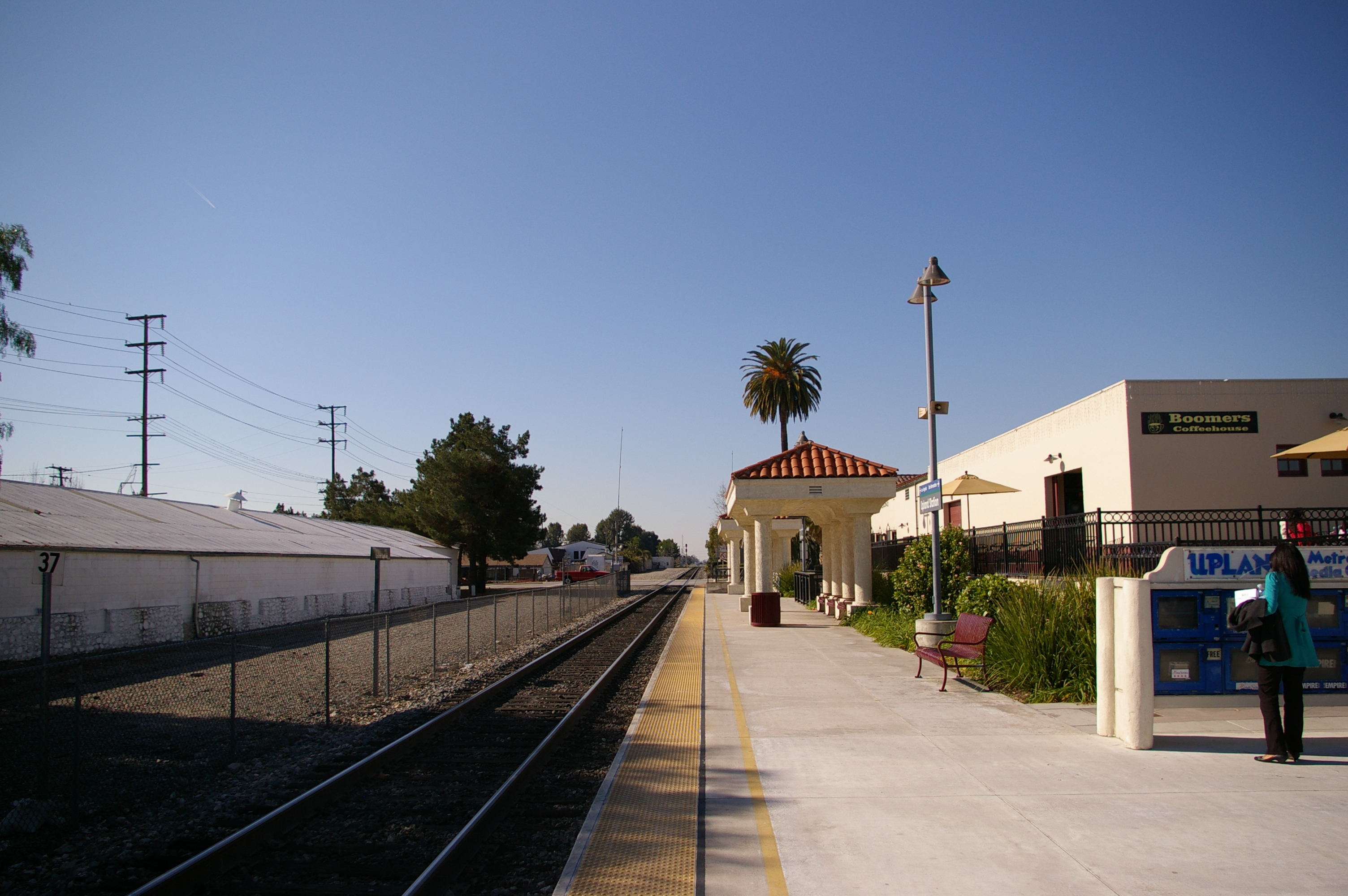
アップランド駅